# China Crisis
China Crisis is een Engelse pop/rockband in 1979 opgericht door Gary Daly (zang/toetsen) en Eddie Lundon (gitaar) in Kirkby, een plaats in de buurt van Liverpool. Ze maakten muziek die op new wave leek, maar sterke overeenkomsten had met de postpunkbeweging die actief was in het begin van de jaren 80. Gedurende hun carrière was China Crisis met name succesvol in Engeland met tien hitsingles tussen augustus 1982 en januari 1987 en zes albums. Daarnaast hadden ze commercieel succes in West-Europa, Australië, Zuid-Amerika en Noord-Amerika.

## Biografie

### Het begin
Met een gedeelde voorliefde voor Stevie Wonder, Steely Dan, David Bowie en Brian Eno speelden Daly en Lundon samen met verschillende Knowsley post-punkbands. Daly probeerde daarna synthesizers en een drumcomputer uit. Samen met Lundon begon Daly toen nummers te schrijven. Het duo vroeg daarna drummer en slagwerker Dave Reilly om zich bij hen aan te sluiten. In 1982 brachten ze hun debuutsingle "African and White" uit als China Crisis bij het onafhankelijke platenlabel Inevitable. In juni 1982 hielpen ze de voormalige Television gitarist Tom Verlaine bij London's Venue.

### Successen
De band tekende bij Virgin Records en maakte hiermee de opnamen van hun debuutalbum Difficult Shapes & Passive Rhythms Some People Think It's Fun To Entertain, dat in december 1982 werd uitgebracht. Een heruitgave van "African & White" werd de eerste hit van China Crisis in Engeland met een 45ste plaats in de UK Singles Chart. De single die hierop volgde, "Christian", haalde de 12de plaats in het begin van 1983 en maakte hen landelijk bekend in het Verenigd Koninkrijk. Op dat moment had Reilly de band verlaten, maar werd nog steeds vermeld als gastartiest op de single samen met het nieuwe lid Steve Levy die de hobo en saxofoon speelde. Het album eindigde op de 21ste plaats in de UK Albums Chart. Gedurende deze periode toerde de band als ondersteuning van Simple Minds (zoals te zien in interviews op de dvd Live in Concert at the Paul McCartney Auditorium Liverpool Institute of Performing Arts).
Nadat Gary "Gazza" Johnson (bas) en Kevin Wilkinson (drums) toegevoegd werden aan de band brachten ze een tweede album uit met de naam Working with Fire and Steel - Possible Pop Songs Volume Two in november 1983. Op het album stonden onder andere de singles "Tragedy and Mystery" (die zes maanden eerder was uitgebracht), "Hanna Hanna" en het titelnummer "Working With Fire & Steel" dat een hitsingle werd in Australië. Het album was een Top 40-succes in Engeland. China Crisis was daarna tussen 1984 en 1985 bezig met hun reeks van hits, beginnend met hun enige UK Top 10 hit single "Wishful Thinking", die terechtkwam op plaats nummer 9.
Hun derde album, Flaunt the Imperfection, werd geproduceerd door Walter Becker die bekend was van Steely Dan en haalde de negende plaats in de UK Album Chart in mei 1985. China Crisis was zo vereerd door hun directe samenwerking met Becker dat ze hem een 'officieel' lid van de band noemden, die daarmee bestond uit Daly, Lundon, Johnson, Wilkinson en Becker, in de credits van het album. Walter Becker leefde destijds op Maui, Hawaï, waar hij benaderd werd door Virgin om mee te helpen bij dit project, waardoor hij zijn zwangere vrouw moest achterlaten om de band te helpen. Walter verscheen nooit officieel met de band en de volgende tours werden gedaan met de nieuwe keyboardbespeler Brain McNeill. Johnson werd nu vermeld als een medeschrijver van Daly en Lundon.
Het album werd voorafgegaan door de hitsingle "Black Man Ray", die de veertiende plaats haalde in de UK Top 20, ook internationaal een succes werd en goede kritiek ontving. Het vervolg hierop "King In A Catholic Style (Wake Up)", haalde de 19de plaats in de UK Top 20 en werd daarmee het laatste grote succes van de band. Een derde release van het album, "You Did Cut Me" kwam niet verder dan de 54ste plaats in de Engelse ranglijsten. Ze brachten tegelijkertijd de videocompilatie Showbiz Absurd uit.
In 1986 werkte de band samen met de producers Clive Langer en Alan Winstanley (die eerder met Madness werkten) aan What Price Paradise, dat het nummer "Arizona Sky" bevat, de eerste single die uitgebracht werd van het album en de Australische hit "June Bride". De gehele band werd nu vermeld als songwriters. Een andere single "Best Kept Secret" van dit album haalde de 36ste plaats van de top 40 in Engeland in het begin van 1987. Het werd ook de laatste single van China Crisis die de Top 40 zou halen.
De vijfkoppige band werkte nogmaals met Becker samen in 1989 voor het album Diary of a Hollow Horse, die lovende kritieken ontving, maar weinig commercieel succes had. Het bracht de singles "St Saviour Square" en "Red Letter Day" voort, die beide onderaan de UK Singles Chart bleven hangen. Becker produceerde het merendeel van de nummers die op dit album stonden, maar werd deze keer niet vermeld als officieel lid van de band.
Het laatste studioalbum van de band, Warped By Success, werd uitgebracht in 1994 nadat de band afscheid nam van het Virgin Label. Het album bevatte ook de laatste studiosingle "Everyday The Same" die de ranglijsten haalde met een vermelding in de UK Top 100. Hoewel Johnson en Wilkinson nog steeds kleine bijdragen leverden, werd de band nu gezien als bestaande uit: Daly, Lundon, producer Terry Adams en geluidstechnicus Mark Phythian. In 1995 brachten ze een live unplugged album en video uit met de naam Acoustically Yours, die uiteindelijk hun Zwanenzang qua opnamen werd. Dit album bevatte een laatste single, een liveversie van "Black Man Ray" en zag ook de terugkeer van Johnson, Wilkinson en McNeill.
Sinds 1992 zijn er vier verzamelalbums van hun werk voor de Engelse en Amerikaanse markten en drie live dvd's verschenen. De eerste van deze, met de naam "Collection", haalde de Top 40 in de UK Album Charts in 1990.
Op 17 juli 1999 maakte drummer Kevin Wilkinson op 41-jarige leeftijd een einde aan zijn leven door ophanging. Wilkinson had in vele verschillende bands gespeeld, waaronder The Waterboys, Fish, The Proclaimers, Squeeze en met Howard Jones. In 2000 droeg Daly een nummer op aan Wilkinson op het verzamelalbum Green Indians dat als eerbetoon aan Wilkinson werd samengesteld.

### Vanaf de millenniumwisseling
Sinds de late jaren 90 concentreert China Crisis zich op liveoptredens waarbij alleen de originele oprichters, Eddie Lundon en Gary Daly consistent aanwezig zijn. Hoewel de band door een aantal muzikanten voor langere periodes is geholpen, met name door gitarist Colin Hinds, die meer tien jaar heeft geholpen.
In december 2002 hielden Daly en Lundon gedurende één avond een "unplugged" concert in de Filipijnse hoofdstad Manilla, met behulp van een lokale band, Rivermaya. Ze toerden door Engeland gedurende januari en februari van 2007 als onderdeel van hun 25-jarig bestaan. In juni 2008 kondigden ze aan dat ze het voorprogramma van Orchestral Manoeuvres in the Dark zouden zijn gedurende hun UK October tour. In februari 2009 had de band een optreden om geld in te zamelen voor The Friends of Meols Park.
Daarna hadden ze ook een optreden bij The Robin 2, Bilston (Wolverhampton) op 20 februari 2009 en in Stone (Staffordshire) op 22 februari 2009. Daly's kunsttentoonstelling 'How To Live & Love Your Life' werd gehouden in de Kirkby Art Gallery, Kirkby (Merseyside) van 23 februari tot 10 mei 2009. China Crisis speelde in Fort Perch Rock op het Wirral op 8 augustus 2009 en op het Rewind Festival in Henley-on-Thames (Oxfordshire) op 22 augustus 2009. In augustus speelden zo ook op het Mathew Street Festival in Liverpool.
Ze gingen daarna terug naar de Filipijnen om te spelen in Eastwood City op 20 januari 2011. Daarna speelden ze voor uitverkochte zalen op de Rewinds Festivals in Perth en Henley-on-Thames in augustus 2011. Ze traden op 9 september 2011 samen met Ex-Simple Minds op in het SMX Convention Center in de Filipijnen en daarna op andere locaties in de Filipijnen, Singapore en Hongkong. Bij latere shows werd China Crisis bijgestaan door de 23-jarige Siân Monaghan op de drums.

## Discografie

### Albums
| Album met eventuele hitnotering(en) in de Nederlandse Album Top 100         | Datum van verschijnen | Datum van binnenkomst | Hoogste positie | Aantal weken | Opmerkingen   |
| --------------------------------------------------------------------------- | --------------------- | --------------------- | --------------- | ------------ | ------------- |
| Difficult shapes & passive rhythms, some people think it's fun to entertain | 1982                  | -                     |                 |              |               |
| Working with fire and steel                                                 | 1983                  | 21-01-1984            | 6               | 15           |               |
| Flaunt the imperfection                                                     | 1985                  | 11-05-1985            | 17              | 14           |               |
| What price paradise                                                         | 1986                  | -                     |                 |              |               |
| Diary of a hollow horse                                                     | 1989                  | -                     |                 |              |               |
| Collection: The very best of China Crisis                                   | 1990                  | -                     |                 |              | Verzamelalbum |
| Diary: A collection                                                         | 1992                  | -                     |                 |              | Verzamelalbum |
| Warped by success                                                           | 1994                  | -                     |                 |              |               |
| Acoustically yours                                                          | 1995                  | -                     |                 |              | Livealbum     |
| Collection: The very best of China Crisis                                   | 1997                  | -                     |                 |              | Verzamelalbum |
| The best of China Crisis                                                    | 1998                  | -                     |                 |              | Verzamelalbum |
| Wishful thinking                                                            | 1999                  | -                     |                 |              | Verzamelalbum |
| Scrap book vol. 1 (Live at the Dominion theatre)                            | 2002                  | -                     |                 |              | Livealbum     |
| Diary: A collection                                                         | 2003                  | -                     |                 |              | Verzamelalbum |
| China greatness live                                                        | 2011                  | -                     |                 |              | Livealbum     |
| Autumn in the neighbourhood                                                 | 2015                  | -                     |                 |              | Studioalbum   |

### Singles
| Single met eventuele hitnotering(en) in de Nederlandse Top 40 | Datum van verschijnen | Datum van binnenkomst | Hoogste positie | Aantal weken | Opmerkingen                                                                                       |
| ------------------------------------------------------------- | --------------------- | --------------------- | --------------- | ------------ | ------------------------------------------------------------------------------------------------- |
| African and white                                             | 1981                  | -                     |                 |              |                                                                                                   |
| Scream down at me                                             | 1982                  | -                     |                 |              |                                                                                                   |
| No more blue horizons                                         | 1982                  | -                     |                 |              |                                                                                                   |
| Christian                                                     | 1982                  | 26-03-1983            | tip19           | -            |                                                                                                   |
| Tragedy and mystery                                           | 1983                  | 16-07-1983            | tip20           | -            |                                                                                                   |
| Working with fire and steel                                   | 1983                  | -                     |                 |              |                                                                                                   |
| Wishful thinking                                              | 1983                  | 28-01-1984            | 14              | 7            | Nr. 16 in de Nationale Hitparade / Nr. 23 in de TROS Top 50 / KRO Speciale Aanbieding Hilversum 3 |
| Hanna Hanna                                                   | 1984                  | 31-03-1984            | tip17           | -            |                                                                                                   |
| Black man ray                                                 | 1985                  | 16-03-1985            | tip5            | -            | Nr. 36 in de Nationale Hitparade / Nr. 43 in de TROS Top 50                                       |
| King in a catholic style (Wake up)                            | 1985                  | 11-05-1985            | tip18           | -            |                                                                                                   |
| You did cut me                                                | 1985                  | -                     |                 |              |                                                                                                   |
| The highest high                                              | 1985                  | -                     |                 |              |                                                                                                   |
| Arizona sky                                                   | 1986                  | -                     |                 |              |                                                                                                   |
| Best kept secret                                              | 1987                  | -                     |                 |              |                                                                                                   |
| St. Saviour square                                            | 1989                  | -                     |                 |              |                                                                                                   |
| Red letter day                                                | 1989                  | -                     |                 |              |                                                                                                   |
| African and white (The Steve Proctor remix)                   | 1990                  | -                     |                 |              |                                                                                                   |
| Everyday the same                                             | 1994                  | -                     |                 |              |                                                                                                   |
| Black man ray (Live)                                          | 1996                  | -                     |                 |              |                                                                                                   |

| Single met hitnotering(en) in de Vlaamse Ultratop 50 | Datum van verschijnen | Datum van binnenkomst | Hoogste positie | Aantal weken | Opmerkingen                 |
| ---------------------------------------------------- | --------------------- | --------------------- | --------------- | ------------ | --------------------------- |
| Wishful thinking                                     | 1983                  | -                     |                 |              | Nr. 10 in de Radio 2 Top 30 |

### NPO Radio 2 Top 2000
| Nummer met noteringen in de NPO Radio 2 Top 2000 | '00 | '01  | '02 | '03  | '04  | '05  | '06  | '07  | '08  | '09  | '10  | '11  | '12  | '13  | '14  | '15  | '16 | '17  |
| ------------------------------------------------ | --- | ---- | --- | ---- | ---- | ---- | ---- | ---- | ---- | ---- | ---- | ---- | ---- | ---- | ---- | ---- | --- | ---- |
| Wishful Thinking                                 | 873 | 1371 | 824 | 1072 | 1115 | 1347 | 1744 | 1774 | 1426 | 1825 | 1782 | 1978 | 1561 | 1732 | 1384 | 1650 | -   | 1765 |

1. ↑  Een '-' betekent dat het nummer niet was genoteerd en een vetgedrukt getal geeft de hoogste notering aan.
2. ↑  2000 was het eerste jaar met een notering voor dit nummer.
3. ↑  Deze tabel is bijgewerkt tot en met de laatste editie (2024).